# Aerangis chirioana
Aerangis chirioana är en orkidéart som beskrevs av Bellone och Guy Robert Chiron. Aerangis chirioana ingår i släktet Aerangis och familjen orkidéer.
Artens utbredningsområde är Kamerun. Inga underarter finns listade i Catalogue of Life.